# ディリクレ定理
ディリクレ定理 (ディリクレていり、英：？) は、ドイツの数学者ペーター・グスタフ・ディリクレが証明したディリクレの定理(Dirichlet's_theorem)という名前が名付けられた定理のひとつで、フーリエ級数の収束についての定理である。

## 解説
この定理は以下の通りに書くことができる。
実関数 {\displaystyle f\,} が 周期 2{\displaystyle {\mathit {L}}} 周期関数でありながら、連続関数、そして 開区間 (-{\displaystyle \pi }, {\displaystyle \pi }) で 極値が有限個存在するならば、関数 {\displaystyle f\,}のフーリエ級数 {\displaystyle {\mathit {S}}_{N}(f)(\theta )=\sum _{n=-N}^{N}c_{n}\exp \left({\frac {in\pi \theta }{L}}\right)} は全ての  {\displaystyle \theta } について {\displaystyle f\,} に一様収束する。(此処で{\displaystyle c_{n}}はフーリエ係数である。)
この記事では便宜上 関数 {\displaystyle f\,} の周期を 2{\displaystyle \pi } と設定した。

## 証明の型
関数 {\displaystyle f\,} が 閉区間 [-{\displaystyle \pi }, {\displaystyle \pi }]でリーマン積分可能でありながら、ある {\displaystyle \theta } ∈
[-{\displaystyle \pi }, {\displaystyle \pi }] で連続ならばフェイェールの定理によって整数 {\displaystyle n} と {\displaystyle k}について {\displaystyle n\rightarrow \infty } の時、{\displaystyle \sigma _{kn,n}(f)(\theta )\rightarrow f(\theta )} が成り立つ。 そこで {\displaystyle \sigma _{N,K}(f)(\theta )=\sum _{m=N}^{N+K-1}\left({\frac {{\mathit {S}}_{m}(f)(\theta )}{K}}\right)} だ。
もし、関数 {\displaystyle f\,}のフーリエ係数 {\displaystyle c_{n}} が ランダウの記号を使って {\displaystyle c_{n}=O\left({\frac {1}{|n|}}\right)}と書くことが出来れば連続な所で{\displaystyle f\,}のフーリエ級数は{\displaystyle f\,}に収束する。
上記の 「実関数 {\displaystyle f\,}が 周期 2{\displaystyle \pi }の周期関数でありながら、連続関数、そして開区間 (-{\displaystyle \pi }, {\displaystyle \pi }) で極値が有限個存在する」という条件が {\displaystyle c_{n}=O\left({\frac {1}{|n|}}\right)} を成り立たせる。
その上、連続関数なので {\displaystyle f\,}に一様収束することも分かる。